# 向阳区直辖村级区划
向阳区直辖村级区划，是中华人民共和国黑龙江省佳木斯市向阳区下辖的类似乡级单位。

## 行政区划
向阳区直辖村级区划下辖以下地区：
万发村、和平村、新丰村、长青村、江南村、上柳村、下柳村和马场村。